# 泰勒塞
泰勒塞（法語：Tellecey，法語發音：[tɛlsɛ]）是法国科多尔省的一个市镇，属于第戎区。

## 地理
泰勒塞（47°17'39"N, 5°16'52"E）面积5.07 平方千米，位于法国勃艮第-弗朗什-孔泰大區科多尔省，该省份为法国中东部省份，北起奥布省，西接涅夫勒省和约讷省，南至索恩-卢瓦尔省，东南接汝拉省，东临上索恩省，东北部与上马恩省接壤。
与泰勒塞接壤的市镇（或旧市镇、城区）包括：锡雷莱蓬塔耶、隆尚、班日、尚贝尔、索恩河畔拉马什、蒂耶河畔勒米伊。

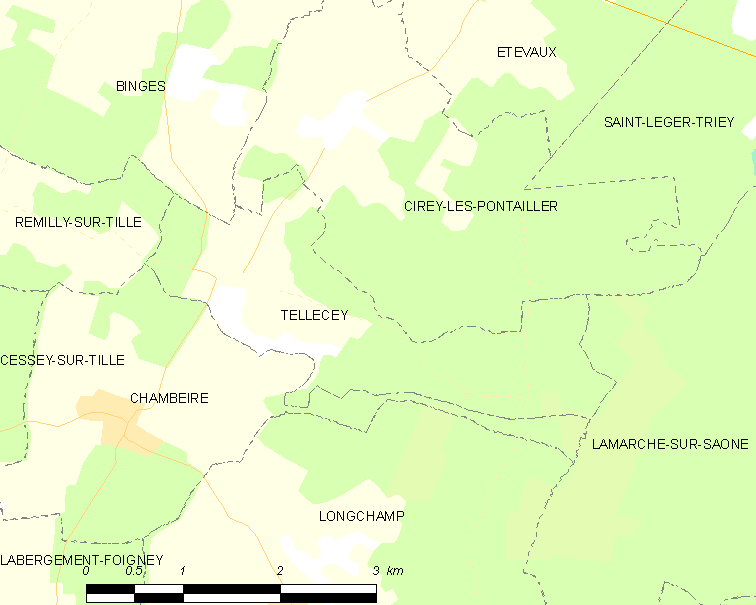
泰勒塞的OSM定位图

泰勒塞的时区为UTC+01:00、UTC+02:00（夏令时）。

## 行政
泰勒塞的邮政编码为21270，INSEE市镇编码为21624。

## 政治
泰勒塞所属的省级选区为欧克索讷县。

## 人口

1962-2008年间泰勒塞人口变化图示

泰勒塞于2022年1月1日时的人口数量为142人。